# Чарака
Чарака  (санскрит. चरक, Caraka, [ʧʌɽʌkʌ])  — древне-индийский медик, педагог и писатель
.

## Биография
Об его детстве и отрочестве информации практически не сохранилось, да и прочие биографические сведения о нём очень скудны и отрывочны; известно лишь, что он был уроженцем Кашмира. Изучив и оценив все прошлые исследования по вопросу о времени жизни Чараки, историк медицины и индонолог Геррит Ян Меуленбельд пришёл к выводу, что Чарака не мог жить позже примерно 150-200 гг. нашей эры и не намного раньше, чем 100 год до нашей эры.
«Чарака» - это не столько имя, сколько термин, который, применялся к «блуждающим ученым» или «странствующим врачам». Согласно переводам Чараки, здоровье и болезнь не являются предопределенными, и жизнь может быть продлена человеческими усилиями и вниманием к образу жизни. Согласно индийскому наследию и аюрведической системе, предотвращение всех типов болезней занимает более заметное место, чем лечение, включая реструктуризацию образа жизни, чтобы соответствовать курсу природы, что и гарантирует человеку полное благополучие.

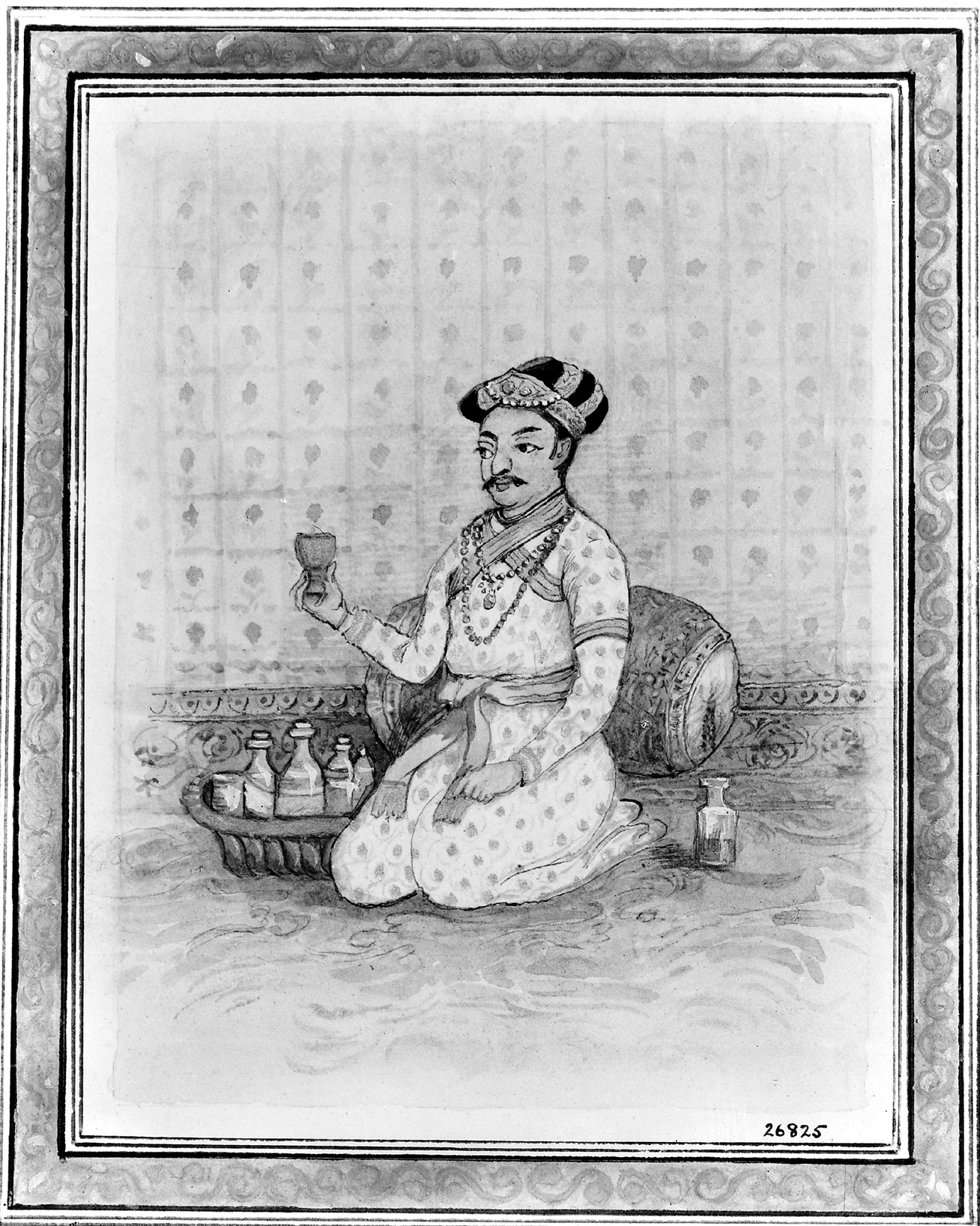
Чарака

Чарака, по -видимому, был ранним сторонником доктрины «Профилактика лучше, чем лечение». Ему приписывают следующее утверждение:

«Врач, который не может войти в тело пациента с лампой знаний и понимания, никогда не сможет лечить заболевания. Он должен сначала изучить все факторы, включая окружающую среду, которая влияет на болезнь пациента, а затем назначить лечение. Более важно предотвратить возникновение заболевания, чем искать лекарство».

Чарака изучал анатомию человеческого тела и различных органов. Он дал цифру 360 как общее количество костей, включая зубы, присутствующие в человеческом организме. Он был прав, когда считал сердце контролирующим центром. Он утверждал, что сердце было связано со всем телом через 13 основных каналов. Помимо этих каналов, было бесчисленное множество других различных путей, которые поставляли не только питательные вещества для различных тканей, но также обеспечивали проход для отходов. Он также утверждал, что любые препятствия в основных каналах приводят к болезням или деформациям в организме.
Его ранний трактат по аюрведе (системе альтернативной медицины) — «Чарака-самхита» принёс ему известность, которая не исчезла по сей день. Это из трёх наиболее авторитетных классических текстов (вместе с «Сушрута-самхитой» и «Аштанга-хридая-самхитой»). Настоящая редакция была создана в III—V веках н. э. Текст построен в виде диалога Пунарвасу Атрейи и его ученика Агнивеши.
В «Энциклопедическом словаре Брокгауза и Ефрона» специалист по древнеиндийской филологии и лингвистике С. К. Булич утверджает: «В общем трактат Ч., по форме и содержанию, производит впечатление большей древности, чем сочинения Сушруты».